# 黃偉聲
黃偉聲（英語：Wong Wai Sing，1957年5月28日—），香港無綫電視劇集監製。1970年代加入麗的電視，一直到1981年並轉投無綫電視並加入製作人員訓練班（只舉辦了三屆，黃偉聲是最後一屆）後擔任助理編導，黃偉聲於1985年晉升為導演、分別曾擔任助理編導及編導，直至2000年開始再晉升為監製，黃偉聲第一套劇監製的劇集是《娛樂反斗星》。
黃偉聲目前是加入無綫電視年資最長的監製。
在任監製時期，常用主演演員有李家聲（26部）；歐瑞偉（19部）；秦煌（18部）；陳國邦（13部）；盧宛茵（10部）；湯盈盈（9部）；陳山聰（8部）；馬國明（7部）；王綺琴、蔣志光、郭晉安（6部）；張頴康、王祖藍、黃宗澤、陳鍵鋒、吳卓羲（5部）；蔣家旻、陳自瑤、張繼聰、林盛斌、小寶、曹永廉、萬綺雯、謝天華、羅敏莊、苗僑偉（4部）；黃心穎、陳明恩、鍾嘉欣、歐陽震華、馬賽、楊婉儀、宣萱、唐寧、楊怡（3部）；劉佩玥、湯洛雯、李佳芯、趙希洛、鍾景輝、車婉婉、何雁詩、王菀之、朱咪咪、胡定欣、元華、周海媚、劉松仁、林嘉華、田蕊妮、梁靖琪、許紹雄、錢嘉樂、石修、邵美琪、鄧萃雯、苑瓊丹（2部）。

## 無綫電視

### 監製列表
- 2001年：《娛樂反斗星》《婚姻乏術》
- 2002年：《蕭十一郎》 《點指賊賊賊捉賊》 《戇夫成龍》
- 2003年：《英雄·刀·少年》
- 2004年：《烽火奇遇結良緣》
- 2005年：《我師傅係黃飛鴻》 《學警雄心》 《本草藥王》 《阿旺新傳》
- 2007年：《學警出更》 《兩妻時代》
- 2008年：《疑情別戀》
- 2009年：《學警狙擊》《蔡鍔與小鳳仙》
- 2010年：《情人眼裏高一D》 《女王辦公室》
- 2011年：《九江十二坊》《洪武三十二》
- 2012年：《東西宮略》《我外母唔係人》
- 2013年：《老表，你好嘢！》
- 2014年：《食為奴》 《老表，你好hea！》
- 2015年：《東坡家事》
- 2016年：《警犬巴打》
- 2017年：《與諜同謀》 《老表，畢業喇！》
- 2019年：《十二傳說》 《牛下女高音》
- 2021年：《大步走》《換命真相》
- 2022年：《輕·功》
- 未播映：《死有對証》

### 助理編導列表
待整理

### 編導列表
- 1991年：《浪族闊少爺》

### 電視電影
- 2003年：《咫尺疑魂》
- 2004年：《親密殺機》